# Ptilodus
Ptilodus es un género extinto de mamíferos del orden Multituberculata, que vivieron durante en el período Paleoceno de Norteamérica. Era relativamente grande, medía 30 a 50 cm de longitud; su aspecto debió ser similar al de una ardilla.